# Клопіт
Кло́піт — село в Україні, у Рівненському районі Рівненської області. Населення становить 84 осіб.

## Географія
Село розташоване між річками Устя та Стубазкою.

## Історія
У 1906 році фільварок Мізоцької волості Дубенського повіту Волинської губернії. Відстань від повітового міста 32 верст, від волості 2. Дворів 2, мешканців 11.

## Населення
Згідно з переписом УРСР 1989 року чисельність наявного населення села становила 243 особи, з яких 105 чоловіків та 138 жінок.
За переписом населення України 2001 року в селі мешкали 84 особи. 100 % населення вказало своєю рідною мовою українську мову.